# The Best of Rainbow
The Best of Rainbow è una raccolta dei Rainbow, pubblicata nel 1981.

## CD1
1. All Night Long – 3:53 – (Ritchie Blackmore/Roger Glover)
2. Man on the Silver Mountain – 4:39 – (Ronnie James Dio/Ritchie Blackmore)
3. Lost in Hollywood – 4:53 – (Ritchie Blackmore/Roger Glover/Cozy Powell)
4. Jealous Lover – 3:10 – (Joe Lynn Turner, Ritchie Blackmore)
5. Long Live Rock 'n' Roll – 4:23 – (Ronnie James Dio/Ritchie Blackmore)
6. Stargazer – 8:26 – (Ronnie James Dio/Ritchie Blackmore)
7. Kill the King – 4:29 – (Ritchie Blackmore/Roger Glover/Cozy Powell)
8. A Light in the Black – 8:12 – (Ritchie Blackmore/Roger Glover)

## CD2
1. Since You Been Gone – 3:20 – (Russ Ballard)
2. Sixteenth Century Greensleeves – 3:31 – (Ronnie James Dio/Ritchie Blackmore)
3. Catch the Rainbow – 6:36 – (Ronnie James Dio/Ritchie Blackmore)
4. Eyes of the World – 6:42 – (Ritchie Blackmore/Roger Glover)
5. I Surrender – 4:03 – (Russ Ballard)
6. Gates of Babylon – 6:49 – (Ronnie James Dio/Ritchie Blackmore)
7. Can't Happen Here – 4:59 – (Ritchie Blackmore/Roger Glover)
8. Starstruck – 4:06 – (Ronnie James Dio/Ritchie Blackmore)

## Formazioni
- Ronnie James Dio – Voce
- Graham Bonnet – Voce
- Joe Lynn Turner – Voce
- Ritchie Blackmore – Chitarra
- Micky Lee Soule – Tastiere
- Tony Carey – Tastiere
- David Stone – Tastiere
- Don Airey – Tastiere
- Craig Gruber – Basso
- Jimmy Bain – Basso
- Bob Daisley – Basso
- Roger Glover – Basso
- Gary Driscoll – Batteria
- Cozy Powell – Batteria
- Bobby Rondinelli – Batteria